# Campeonato Mundial de Esquí Nórdico de 1976
El XXXI Campeonato Mundial de Esquí Nórdico se celebró en Innsbruck (Austria) entre el 4 y el 14 de febrero de 1976, dentro de los XII Juegos Olímpicos de Invierno (las pruebas de esquí de fondo y saltos en esquí incluidas en el programa contaron como pruebas del Mundial, no así las de combinada nórdica), bajo la organización de la Federación Internacional de Esquí (FIS) y la Federación Austríaca de Esquí.

## Esquí de fondo

### Masculino
| Evento                   | Oro                                                                                      | Plata                                                                           | Bronce                                                                           |
| ------------------------ | ---------------------------------------------------------------------------------------- | ------------------------------------------------------------------------------- | -------------------------------------------------------------------------------- |
| 15 km (08.02)            | Nikolai Bazhukov URSS 43:58,47                                                           | Yevgueni Beliayev URSS 44:01,10                                                 | Arto Koivisto · Finlandia · 44:19,25                                             |
| 30 km (05.02)            | Serguei Saveliev URSS 1:30:29,38                                                         | William Koch Estados Unidos 1:30:57,84                                          | Ivan Garanin URSS 1:31:09,29                                                     |
| 50 km (14.02)            | Ivar Formo · Noruega · 2:37:30,05                                                        | Gert-Dietmar Klause RDA 2:38:13,21                                              | Benny Södergren · Suecia · 2:39:39,21                                            |
| Relevo 4 × 10 km (12.02) | Finlandia · Matti Pitkänen · Juha Mieto · Pertti Teurajärvi · Arto Koivisto · 2:07:59,72 | Noruega · Pål Tyldum · Einar Sagstuen · Ivar Formo · Odd Martinsen · 2:09:58,36 | URSS Yevgueni Beliayev Nikolai Bazhukov Serguei Saveliev Ivan Garanin 2:10:51,46 |

### Femenino
| Evento                  | Oro                                                                             | Plata                                                                                         | Bronce                                                                             |
| ----------------------- | ------------------------------------------------------------------------------- | --------------------------------------------------------------------------------------------- | ---------------------------------------------------------------------------------- |
| 5 km (07.02)            | Helena Takalo · Finlandia · 15:48,69                                            | Raisa Smetanina URSS 15:49,73                                                                 | Nina Baldychova URSS 16:12,82                                                      |
| 10 km (10.02)           | Raisa Smetanina URSS 30:13,41                                                   | Helena Takalo · Finlandia · 30:13,41                                                          | Galina Kulakova URSS 30:38,61                                                      |
| Relevo 4 × 5 km (12.02) | URSS Nina Baldychova Zinaida Amosova Raisa Smetanina Galina Kulakova 1:07:49,75 | Finlandia · Liisa Suikhonen · Marjatta Kajosmaa · Hilkka Kuntola · Helena Takalo · 1:08:36,57 | RDA Monika Debertshäuser Sigrun Krause Barbara Petzold Veronika Schmidt 1:09:57,95 |

## Salto en esquí
| Evento                              | Oro                                  | Plata                           | Bronce                              |
| ----------------------------------- | ------------------------------------ | ------------------------------- | ----------------------------------- |
| Trampolín normal individual (07.02) | Hans-Georg Aschenbach RDA 252,0 pts. | Jochen Danneberg RDA 246,2 pts. | Karl Schnabl · Austria · 242,0 pts. |
| Trampolín grande individual (15.02) | Karl Schnabl · Austria · 234,8       | Anton Innauer · Austria · 232,9 | Henry Glaß RDA 221,7                |

## Medallero
| Núm. | País           | Oro | Plata | Bronce | Total |
| ---- | -------------- | --- | ----- | ------ | ----- |
| 1    | URSS           | 3   | 2     | 3      | 8     |
| 2    | RDA            | 1   | 2     | 1      | 4     |
| 3    | Austria        | 1   | 1     | 1      | 3     |
| 3    | Finlandia      | 1   | 1     | 1      | 3     |
| 5    | Noruega        | 1   | 0     | 0      | 1     |
| 6    | Estados Unidos | 0   | 1     | 0      | 1     |
| 7    | Suecia         | 0   | 0     | 1      | 1     |
|      | TOTAL          | 7   | 7     | 7      | 21    |